# Jeannette Götte
Jeannette Götte (* 13. März 1979 in Hagen) ist eine ehemalige deutsche Fußballspielerin.

## Karriere

### Vereine
Die 169 cm große Götte begann beim in ihren Geburtsort ansässigen SF Westfalia Hagen mit dem Fußballspielen. 1996 wechselte sie zur SG Hillen, für die sie in der drittklassigen Regionalliga West Punktspiele bestritt und in der Folgesaison als Meister über die Aufstiegsrunde für die Bundesliga 1999/2000 in diese – mit dem SuS Concordia Flaesheim zum FFC Flaesheim-Hillen fusionierten FFC Flaesheim-Hillen – aufstieg und als Achtplatzierter die Klasse halten konnte.
In der Folgesaison Fünftplatzierter, erreichte sie am 26. Mai 2001 mit ihrer Mannschaft das Finale um den nationalen Vereinspokal. Im Olympiastadion Berlin bestritt sie das vor 30.000 Zuschauern – als Vorspiel zum Männerfinale – gegen den 1. FFC Frankfurt mit 1:2 verlorene Spiel. Mit der Insolvenz ihres Vereins verließ sie ihn und wechselte zur Saison 2001/02 zum FCR 2001 Duisburg, für den sie bis Saisonende 2002/03 spielte. In dieser Zeit errang ihr Verein zweimal den dritten Platz in der Meisterschaft und erreichte am 31. Mai 2003 das im Berliner Olympiastadion ausgetragene Finale um den DFB-Pokal, in dem sie nicht zum Einsatz kam. Durch das Eigentor von Martina Voss in der 89. Minute wurde es zugunsten des 1. FFC Frankfurt entschieden.
Zuletzt spielte sie ab 2003 für die SG Wattenscheid 09, mit der sie 2007 in die Bundesliga auf- und umgehend in die 2. Bundesliga Süd abstieg. In der Winterpause der Saison 2008/09 löste sie ihren Vertrag aus beruflichen Gründen auf.
Nach einer vierjährigen Pause spielte sie bis 2014 für den 1. FFC Recklinghausen aktiv Fußball.

### Nationalmannschaft
Nach zahlreichen U16, U18 und U21 Länderspielen, gab sie am 16. März 2000 ihr Debüt in der A-Nationalmannschaft in Arnheim bei der 0:2-Niederlage im Testspiel gegen die Nationalmannschaft der Niederlande. Mit der DFB-Auswahl nahm sie am vom 13. bis 28. September 2000 in Sydney ausgetragenen Fußballturnier teil und bestritt lediglich das Spiel um Bronze, das mit 2:0 gegen die Nationalmannschaft Brasiliens gewonnen wurde.
Für den Gewinn der Bronzemedaille wurden ihr und ihren Mitspielerinnen von Bundespräsident Johannes Rau das Silberne Lorbeerblatt verliehen.

### Padel
Nach der Fußballkarriere begann sie mit dem Padel und spielte dort 2022 und 2023 auch in der 1. Bundesliga für Padelcity Dortmund.  Aktuell ist sie für den SV 04 Langendreer (Padelworld Bochum) aktiv und spielt dort in der 2. Bundesliga sowie der Ü35 Bundesliga.

## Erfolge
- Olympische Bronzemedaille 2000
- DFB Ü Cup (inoffizelle Deutsche Ü Meisterschaft) Sieger 2017 (Ü35), 2022 (Ü35) und 2024 (Ü32)

## Sonstiges
Jeannette Götte arbeitet derzeit als IT Supportmanagerin.